# Canadian Amateur Hockey League
Canadian Amateur Hockey League (kratica CAHL) je bila članska amaterska hokejska liga v Kanadi. Z delovanjem je začela leta 1898, ko je zamenjala ligo Amateur Hockey Association of Canada. Razpadla je leta 1905, ko jo je zamenjala liga Eastern Canada Amateur Hockey Association. Ustanovljena je bila kot posledica spora med moštvi v prejšnji ligi in razpadla zaradi novega spora, kar je privedlo do nastanka nove lige. Liga je pomembna, ker je šport razvila do stopnje prehoda v profesionalizem in se je vse bolj osredotočila na rast prihodkov. 

## Zgodovina

### Ustanovitev
10. decembra 1898 je v Montrealu potekalo vsakoletno srečanje lige Amateur Hockey Association of Canada (AHAC), ki so ga kasneje označevali za "prevrat v hokejskem svetu". 
Na srečanju prejšnje leto so zavrnili prošnjo moštva Ottawa Capitals za pridružitev ligi. Leta 1898 so Capitalsi osvojili vmesno prvenstvo in zaprosili za članstvo v AHAC. Izvršilni odbor lige AHAC je tedaj glasoval za pridružitev Capitalsov ligi. To je privedlo do tega, da so predstavniki moštev Quebec Bulldogs, Montreal Victorias in Ottawa Hockey Club izrazili željo zapustiti ligo. Predstavnik moštva Montreal Hockey Club je skupino tedaj vprašal, če lahko še enkrat premislijo, a so ga zavrnili. Zatem je iz lige izstopil tudi Montreal. 
Moštva, ki so izstopila, so se nato srečala isti dan v Hotelu Windsor. Srečanja se je udeležil tudi predstavnik Univerze McGill, saj je obstajal možnost, da bi se novi ligi pridružil tudi McGill s svojim univerzitetnim moštvom McGill Redmen. 14. decembra se je skupina sestala še enkrat in vzpostavila ligo CAHL. Vanjo je vključila še moštvo Montreal Shamrocks, McGilla pa ne.  Nova liga je prevzela ustroj lige AHAC.
Izvolili so tudi izvršilni odbor: 
- H. Wilson (predsednik),
- A. E. Swift, Quebec (1. podpredsednik),
- E. P. Murphy (2. podpredsednik),
- George Jones (tajnik-blagajnik).

### Hokejska mreža
V zmešnjavi ob ukinitvi lige AHAC in ustanovitvi lige CAHL se je skoraj izgubila novost, ki je bila vpeljana: prva hokejska mreža v zgodovini.  Predlagalo jo je moštvo iz Quebeca. Da so povezali vrha obstoječih vratnic, so uporabili vrv. Mreža je bila nato pripeta na vrv in vratnici v obliki žepa, ki je ujel vse ploščke, ki so zleteli v mrežo. Do tedaj so mreže že uporabljali v lacrossu in polu na ledu.  Po seriji ekshibicijskih tekem leta 1899 so mreže postale stalnica na ledenih ploskvah lige CAHL. 

### Zadnja sezona
Liga je delovala z istimi 5 moštvi do sezone 1904. Med sezono je Ottawa izstopila zaradi spora znotraj lige. Liga je nato delovala dalje s svojim urnikom s preostalimi 4 moštvi. Naslednjo sezono sta se ligi pridružili moštvi Montreal Le National in Montreal Westmount, ki sta zapolnili mesto Ottawe, ki se je pridružila ligi Federal Amateur Hockey League. Kasneje se je izkazalo, da je bila sezona 1905 tudi zadnja sezona lige, saj sta po koncu sezone Montreal Wanderers in Ottawa ustanovila ligo Eastern Canada Amateur Hockey Association, ki je absorbirala tudi moštva iz lige CAHL. 

## Pregled sezon
| Sezona | Moštva                                                                                                   | Prvak                          |
| ------ | --- | ------------------------------ |
| 1899   | Montreal Hockey Club, Montreal Shamrocks†, Montreal Victorias, Ottawa Hockey Club, Quebec HC             | Montreal Shamrocks (po točkah) |
| 1900   | Montreal HC, Montreal Shamrocks†, Montreal Victorias, Ottawa HC, Quebec HC                               | Montreal Shamrocks (po točkah) |
| 1901   | Montreal HC, Montreal Shamrocks, Montreal Victorias, Ottawa HC, Quebec HC                                | Ottawa HC (po točkah)          |
| 1902   | Montreal HC†, Montreal Shamrocks, Montreal Victorias, Ottawa HC, Quebec HC                               | Montreal HC (po točkah)        |
| 1903   | Montreal HC, Montreal Shamrocks, Montreal Victorias, Ottawa HC †, Quebec HC                              | Ottawa HC (po točkah)          |
| 1904   | Montreal HC, Montreal Shamrocks, Montreal Victorias, Ottawa HC †‡, Quebec HC                             | Quebec HC (po točkah)          |
| 1905   | Montreal HC, Montreal Le National, Montreal Shamrocks, Montreal Victorias, Montreal Westmount, Quebec HC | Montreal Victorias (po točkah) |

† Osvojili Stanleyjev pokal. 

‡ Ottawa je izstopila 8. februarja 1904.